# Amadou Bakayoko
Amadou Bakayoko (Kenema, 1º gennaio 1996) è un calciatore sierraleonese, attaccante del Consadole Sapporo e della nazionale sierraleonese.

## Biografia
Bakayoko è nato in Sierra Leone ma ha vissuto in Guinea fino all'età di 6 anni, per poi vivere nei Paesi Bassi fino a 10 anni ed infine stabilirsi in Inghilterra.

## Carriera

### Club
Inizia a giocare nelle giovanili del Walsall, con cui nel dicembre del 2013 firma il suo primo contratto professionistico; il suo effettivo esordio tra i professionisti avviene poi il 5 aprile 2014, quando subentra dalla panchina nella partita di Football League One (terza divisione inglese) persa dal Walsall per 1-0 sul campo del Port Vale. Nel finale di stagione gioca poi con buona regolarità, arrivando a complessive 6 presenze stagionali. Gioca invece 7 partite nella Football League One 2014-2015, tutte successive però ad un prestito della durata di alcuni mesi al Southport, con cui realizza 2 reti in 11 presenze nella quinta divisione inglese. Nella stagione 2015-2016 si divide invece tra due diversi periodi in prestito in sesta divisione, rispettivamente a Telford Utd (6 presenze) e Worcester City (9 presenze e 3 reti), intervallati da un breve periodo in cui rimane in rosa al Walsall, con cui gioca in stagione solamente una partita in FA Cup. Dal 2016 al 2018 gioca invece da titolare in terza divisione con i Saddlers (39 presenze e 4 reti nella stagione 2016-2017 e 41 presenze e 5 reti nella stagione 2017-2018), arrivando così ad un bilancio totale di 106 presenze e 18 reti tra tutte le competizioni ufficiali con il club.
Nell'estate del 2018 viene ceduto al Coventry City, altro club di terza divisione. Qui realizza 7 reti in 31 presenze nella stagione 2018-2019, mentre nella stagione 2019-2020 contribuisce alla vittoria del campionato con 4 reti in 23 presenze, giocando poi 14 partite (senza mai andare in gol) nella seconda divisione inglese durante la stagione 2020-2021. Successivamente gioca in terza divisione anche con Bolton e Forest Green.
Nel 2024 si trasferisce al Consadole Sapporo, club della prima divisione giapponese.

### Nazionale
Nel 2022 ha esordito in nazionale.

## Statistiche

### Cronologia presenze e reti in nazionale
| Cronologia completa delle presenze e delle reti in nazionale ― Sierra Leone | Cronologia completa delle presenze e delle reti in nazionale ― Sierra Leone | Cronologia completa delle presenze e delle reti in nazionale ― Sierra Leone | Cronologia completa delle presenze e delle reti in nazionale ― Sierra Leone | Cronologia completa delle presenze e delle reti in nazionale ― Sierra Leone | Cronologia completa delle presenze e delle reti in nazionale ― Sierra Leone | Cronologia completa delle presenze e delle reti in nazionale ― Sierra Leone | Cronologia completa delle presenze e delle reti in nazionale ― Sierra Leone |
| Data                                                                        | Città                                                                       | In casa                                                                     | Risultato                                                                   | Ospiti                                                                      | Competizione                                                                | Reti                                                                        | Note                                                                        |
| --------------------------------------------------------------------------- | --------------------------------------------------------------------------- | --------------------------------------------------------------------------- | --------------------------------------------------------------------------- | --------------------------------------------------------------------------- | --------------------------------------------------------------------------- | --------------------------------------------------------------------------- | --------------------------------------------------------------------------- |
| 24-3-2022                                                                   | Aksu                                                                        | Togo                                                                        | 3 – 0                                                                       | Sierra Leone                                                                | Amichevole                                                                  | -                                                                           |                                                                             |
| 27-3-2022                                                                   | Aksu                                                                        | Sierra Leone                                                                | 1 – 0                                                                       | Liberia                                                                     | Amichevole                                                                  | 1                                                                           | 63’                                                                         |
| 29-3-2022                                                                   | Aksu                                                                        | Rep. del Congo                                                              | 1 – 2                                                                       | Sierra Leone                                                                | Amichevole                                                                  | -                                                                           | 74’                                                                         |
| 9-6-2022                                                                    | Abuja                                                                       | Nigeria                                                                     | 2 – 1                                                                       | Sierra Leone                                                                | Qual. Coppa d'Africa 2023                                                   | -                                                                           | 58’                                                                         |
| 13-6-2022                                                                   | Conakry                                                                     | Sierra Leone                                                                | 2 – 2                                                                       | Guinea-Bissau                                                               | Qual. Coppa d'Africa 2023                                                   | -                                                                           |                                                                             |
| 24-9-2022                                                                   | Johannesburg                                                                | Sudafrica                                                                   | 4 – 0                                                                       | Sierra Leone                                                                | Amichevole                                                                  | -                                                                           | 65’                                                                         |
| 27-9-2022                                                                   | Casablanca                                                                  | Rep. del Congo                                                              | 3 – 0                                                                       | Sierra Leone                                                                | Amichevole                                                                  | -                                                                           | 77’                                                                         |
| 11-9-2023                                                                   | Bissau                                                                      | Guinea-Bissau                                                               | 2 – 1                                                                       | Sierra Leone                                                                | Qual. Coppa d'Africa 2023                                                   | 1                                                                           | 65’                                                                         |
| 14-10-2023                                                                  | Khouribga                                                                   | Benin                                                                       | 1 – 1                                                                       | Sierra Leone                                                                | Amichevole                                                                  | -                                                                           | 63’                                                                         |
| 19-11-2023                                                                  | Monrovia                                                                    | Sierra Leone                                                                | 0 – 2                                                                       | Egitto                                                                      | Qual. Mondiali 2026                                                         | -                                                                           | 80’                                                                         |
| 5-6-2024                                                                    | El Jadida                                                                   | Sierra Leone                                                                | 2 – 1                                                                       | Gibuti                                                                      | Qual. Mondiali 2026                                                         | -                                                                           | 67’                                                                         |
| 10-6-2024                                                                   | Bamako                                                                      | Burkina Faso                                                                | 2 – 2                                                                       | Sierra Leone                                                                | Qual. Mondiali 2026                                                         | 1                                                                           | 86’                                                                         |
| 11-10-2024                                                                  | San-Pédro                                                                   | Costa d'Avorio                                                              | 4 – 1                                                                       | Sierra Leone                                                                | Qual. Coppa d'Africa 2025                                                   | -                                                                           |                                                                             |
| 15-10-2024                                                                  | Monrovia                                                                    | Sierra Leone                                                                | 1 – 0                                                                       | Costa d'Avorio                                                              | Qual. Coppa d'Africa 2025                                                   | 1                                                                           | 88’                                                                         |
| 13-11-2024                                                                  | Abidjan                                                                     | Ciad                                                                        | 1 – 1                                                                       | Sierra Leone                                                                | Qual. Coppa d'Africa 2025                                                   | -                                                                           |                                                                             |
| 19-11-2024                                                                  | Monrovia                                                                    | Sierra Leone                                                                | 0 – 2                                                                       | Zambia                                                                      | Qual. Coppa d'Africa 2025                                                   | -                                                                           | 76’                                                                         |
| Totale                                                                      |                                                                             | Presenze                                                                    | 16                                                                          |                                                                             | Reti                                                                        | 4                                                                           |                                                                             |

## Palmarès

### Club

#### Competizioni nazionali
- Football League One: 1

Coventry City: 2019-2020

### Individuale
- Capocannoniere del Football League Trophy: 1

2016-2017 (6 reti)